# Lake Belvedere Estates
Lake Belvedere Estates statisztikai település az USA Florida államában, Palm Beach megyében. Lakosainak száma 2091 fő (2020. április 1.).

## Népesség
A település népességének változása:
| Lakosok száma | 1525 | 3334 | 2091 |
|               | 2000 | 2010 | 2020 |